# 納税者権利憲章
納税者権利憲章（のうぜいしゃけんりけんしょう、英語: Taxpayer Charter）とは、課税・納税手続きにおける納税者の権利を制度的に保障する基本的な法律のことである。納税者憲章、納税者の権利宣言とよばれることもある。
現在、日本には、納税者の権利を保障する基本法が存在していない。税務調査の現場でしばしばみられる、事前通知なしの税務署員の突然の訪問（任意調査）や一方的に所得を算出し納税を強要する「推計課税」など人権無視の強権的な税務行政を改めさせ、納税者の権利を守るために、手続規定の整備が求められるとされている。

## 各国の納税者権利憲章
経済協力開発機構（OECD）によると、2010年の時点において、49か国（OECD加盟国34か国・非加盟国15か国）を対象とした調査において、36か国が法律または行政文書の形式によって納税者権利憲章を作成・公表していると報告している。
フランス（1975年）
1974年10月22日、ヴァレリー・ジスカール・デスタン政権において行われた改革の1つとして、ジャン＝ピエール・フルカド財務大臣により税務調査の透明化が提案された。1975年に財務省によって「税務調査における納税者憲章（フランス語: Charte du Contribuable Vérifié）」が作られた。1981年に租税手続法典の制定により内容が変更され、1987年の租税手続法改正により「納税者憲章（フランス語: Charte du Contribuable）」として交付された。
ドイツ（1977年）
1919年12月23日に施行された帝国基本租税法は、第二次世界大戦後に改正要求が高まり、国民（納税者）と国家との関係の改善を求めて、1977年に租税基本法は改正された。
カナダ（1985年）
1984年、カナダ進歩保守党が納税者権利宣言案を作成・発表し、1984年9月の総選挙でカナダ進歩保守党が勝ったため、1985年に「納税者権利宣言（英語: Declaration of Taxpayer Right）」が制定された。2007年5月には、新たな「納税者権利憲章（英語: Taxpayer Bill of Rights）｣ が公表された。
イギリス（1986年）
1986年7月に「納税者憲章」が作成・公表された。1991年7月に「市民憲章」が公表されたことに伴い、1991年8月に「納税者憲章」の改訂が行われた。
ニュージーランド（1988年）
アメリカ（1988年）
1988年11月10日に「包括的納税者権利保障法」が、1996年7月30日に「第2次納税者権利保障法」が、1998年7月22日に「第3次納税者権利保障法（IRS再編改革法）」が成立した。
インド（1990年）
韓国（1997年）
1997年6月に国税基本法81条により納税者権利憲章が制定・告示され、1997年7月に「納税者権利憲章」が交付された。
オーストラリア（1997年）
1989年に国税庁 （ATO）が ｢ATOサービス方針」を作成し、1997年に行政指針として「納税者権利憲章（英語: Charter of Taxpayer's Rights）」が作られた。2010年には「納税者権利憲章―知っておくべきこと（英語: Taxpayers’charter - what you need to know）｣ に改定した。
スペイン（1998年）
フアン・カルロス1世の名において、1998年2月26日付で「納税者権利保障法」が成立し、交付された。
イタリア（2000年）
イタリアの「納税者の権利憲章に関する法律（イタリア語: Statuto dei diritti del contribuente）」は2000年7月に制定され、8月から施行された。特徴として、納税者の権利保護・援助を目的とした独立の法律であり、憲法に基づき制定されている法律として納税者権利憲章法に反する税法改正は行えないことが挙げられる。また、納税者権利保障機関の導入、事前照会制度の法制化も行われている。

## 日本における制定の動き
1977年（昭和52年）3月、全国商工団体連合会が意見を発表。1980年代後半、先進諸国が相次いで納税者憲章を制定するなか、税理士会・自由人権協会・不公平な税制をただす会などが憲章案・宣言案を発表。1992年（平成4年）、日本共産党が「納税者憲章（草案）」を発表。1993年（平成5年）、「納税者権利憲章をつくる会」（TCフォーラム）が結成される。2002年（平成14年）3月、税制を「納税者が主役」の視点から抜本的に構造改革することを使命とする「税制構造改革国民フォーラム」が発足。2002年（平成14年）7月、「国税通則法の一部改正案」として、民主党・日本共産党・社会民主党の3野党の共同提案として第154国会に提出した。
2010年（平成22年）3月、日本労働組合総連合会「納税者権利憲章（仮称）、国税不服審判制度、共通番号制度、公平で信頼される効率的な税務行政についての意見」。2010年（平成22年）6月、各党の参議院選挙政策が納税者権利憲章について言及した。
2010年（平成22年）12月16日付の「平成23年度税制改正大綱」では、納税環境整備の一環として、納税者権利憲章の策定が検討されており、2012年（平成24年）1月1日に公表する予定であったが、国会審議の過程で見送ることとして削除され、今後の検討課題として残されている。なお、納税者が組織する団体を納税者団体と呼ぶ。